# Miel loca

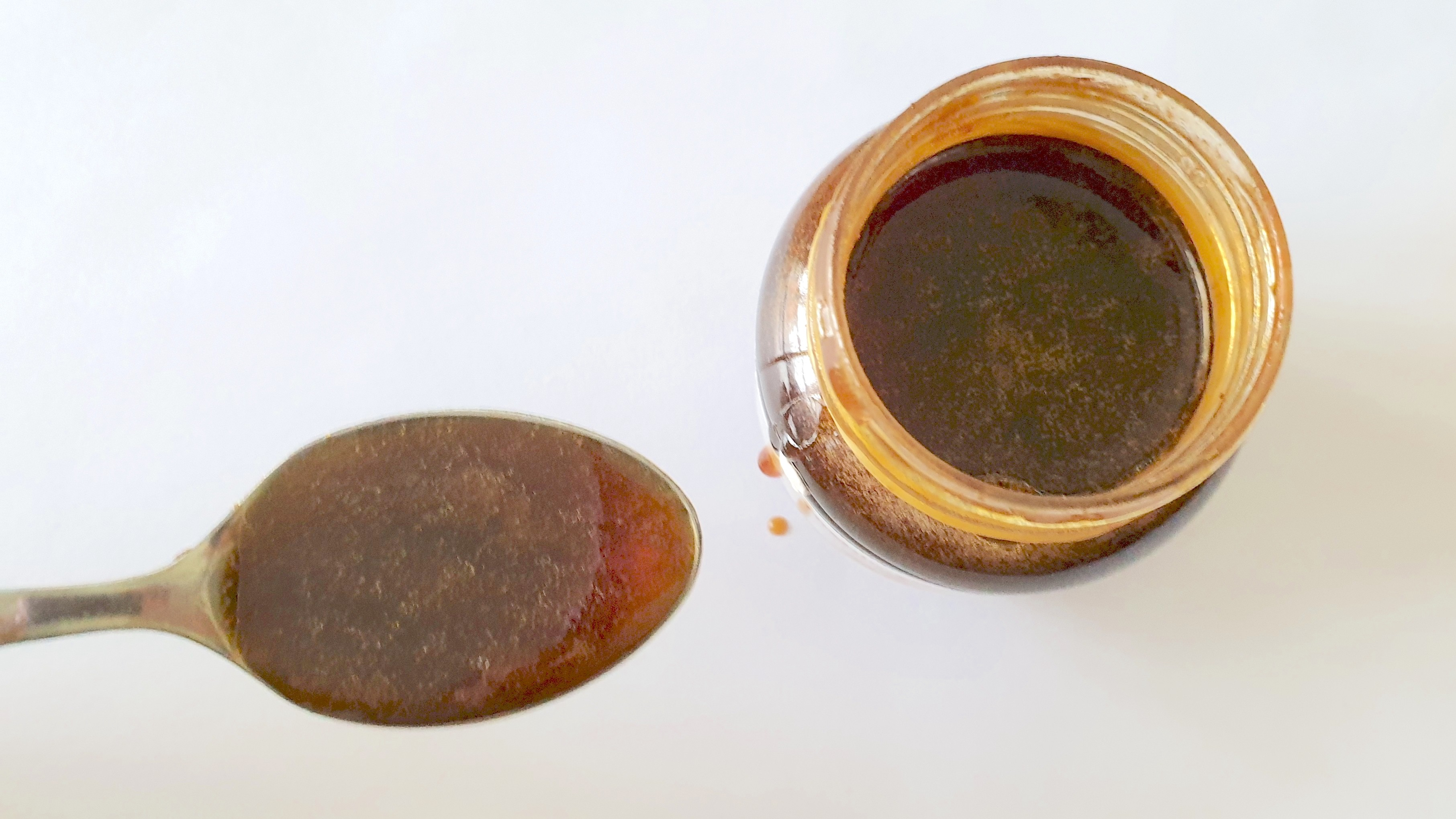
Una muestra de miel loca en una cuchara.

La miel loca es miel que contiene grayanotoxinas. Esta miel oscura y rojiza se produce a partir del néctar y el polen del género Rhododendron y tiene efectos moderadamente tóxicos y narcóticos.
La miel loca se produce principalmente en Nepal y Turquía, donde se utiliza tanto como medicina tradicional como droga recreativa. En la cordillera del Hindú Kush, la producen las abejas gigantes del Himalaya (Apis laboriosa). La recolección de miel en Nepal ha sido una práctica tradicional del pueblo Gurung. Esta miel también se encuentra raramente en el este de Estados Unidos.
Se encuentran relatos históricos sobre la miel loca en textos de la Antigua Grecia. El líder militar griego Jenofonte escribió en su Anábasis sobre los efectos de la miel loca en los soldados en el 401 a. C.. En el 65 a. C., durante la tercera guerra mitrídatica, el rey Mitrídates VI utilizó miel loca como arma biológica contra los soldados romanos al mando del general Pompeyo. Durante el siglo XVIII, la miel loca se importó a Europa, donde se añadía a las bebidas alcohólicas.

## Relatos históricos

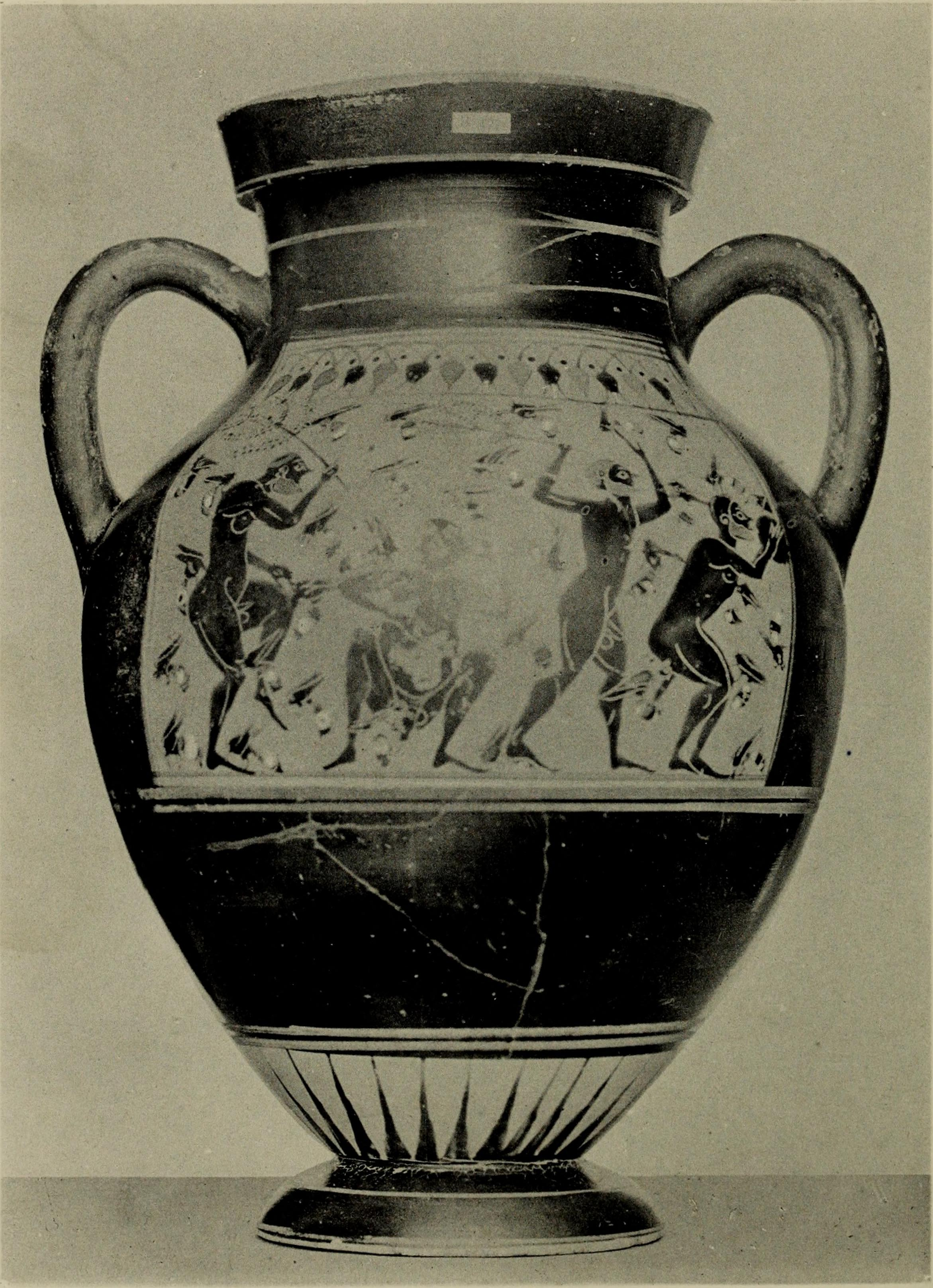
Un ánfora de Vulci que representa a Laios, Keleos, Kerberos y Aigolios picados por abejas en la caverna del Dicte.

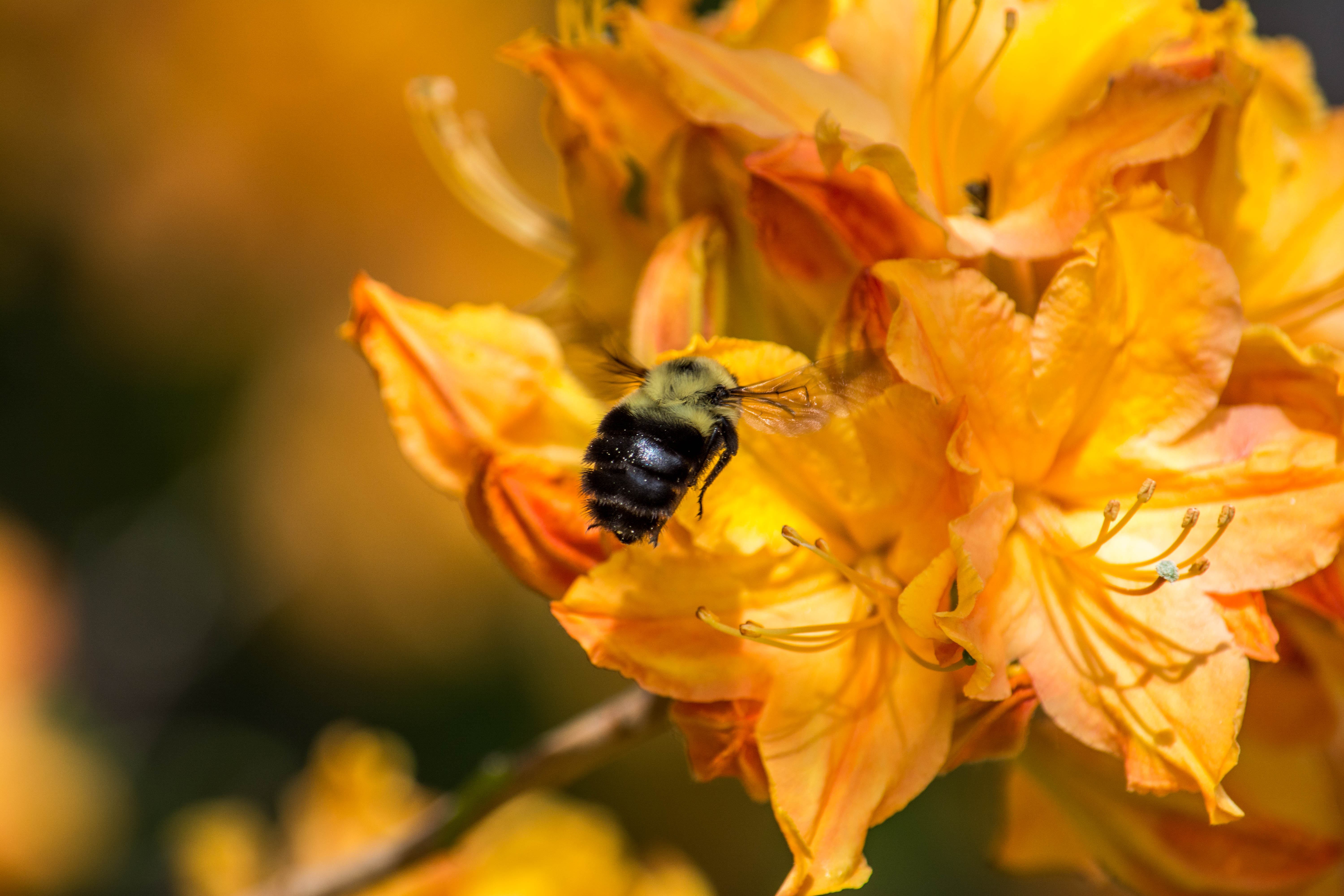
Las especies de rododendro son una fuente de grayanotoxina s que dan a la miel loca sus propiedades.

Los relatos históricos sobre la miel loca se remontan a más de dos milenios. Los primeros relatos de los historiadores de la antigua Grecia destacaron las propiedades de la miel y su origen floral. Existen algunos relatos de su uso como arma biológica, generalmente en la experiencia de los soldados recolectores.
El Himno homérico a Hermes, del siglo VI a. C., parte de los Himnos homéricos, podría aludir indirectamente al uso de miel loca. El texto se refiere a las melissai (abejas oráculos) del monte Parnaso de Delfos, que solo podían profetizar tras ingerir meli chloron (miel verde), y podría haberse referido a Pitia, el Oráculo de Delfos.
El líder militar e historiador griego Jenofonte escribió un relato de un incidente del 401 a. C. relacionado con la miel loca en su obra Anábasis sobre la expedición de los Diez Mil. En su relato, describe cómo soldados griegos que viajaban cerca de Trebisonda (hoy parte de Turquía), cerca del Mar Negro, comieron miel loca y se desorientaron, sufrieron vómitos y diarrea, y perdieron la capacidad de mantenerse en pie. Los soldados se recuperaron al día siguiente.
 
Las autoridades romanas y griegas creían que la miel loca podía curar la locura. Aristóteles señaló que «en Trapecio, la miel de boj tiene un aroma intenso, y dicen que los hombres sanos enloquecen, pero que los epilépticos se curan con ella inmediatamente». El naturalista romano Plinio el Viejo se refirió a la miel loca como meli mænomenon y fue uno de los primeros en reconocer que su toxicidad estaba relacionada con las especies de adelfa, azalea y Rhododendron.
Los historiadores también observaron que la potencia o los efectos embriagadores de la miel loca variaban estacionalmente o cíclicamente. Plinio señaló que la miel era más peligrosa después de las primaveras húmedas, mientras que el médico griego Pedanius Dioscórides señaló que la miel solo era peligrosa en ciertas estaciones.
La miel loca se utilizó como una de las primeras armas biológicas en la región del Mar Negro. En el año 65 a. C., durante la tercera guerra mitrídatica, el rey Mitrídates organizó una retirada estratégica de los soldados romanos al mando del general Pompeyo. Posiblemente por consejo del botánico griego Kateuas, Mitrídates hizo que los soldados que se retiraban colocaran panales de miel loca en su camino. Los soldados romanos que comieron la miel sucumbieron a la intoxicación por miel loca y fueron asesinados. El geógrafo griego Estrabón describió el incidente como la aniquilación de tres manípulos romanos, lo que podría significar entre 480 y 1800 soldados.
Otros incidentes de envenenamiento por miel podrían haber sido causados por esta. En 946, los aliados de la reina Olga de Kiev enviaron varias toneladas de miel fermentada a sus enemigos rusos. 5000 rusos fueron masacrados mientras yacían en estado de estupor. Más tarde, en 1489, en la misma región, los tártaros consumieron barriles de hidromiel elaborados con miel loca que habían quedado en un campamento abandonado. Unos 10 000 tártaros fueron masacrados por los rusos.
Durante el siglo XVIII, se exportaban anualmente alrededor de 25 toneladas de miel loca desde la región del Mar Negro a Europa. En Francia, se la conocía entonces como miel fou (miel loca) y se añadía a la cerveza y otras bebidas alcohólicas para realzarlas.  El botánico estadounidense Benjamin Smith Barton observó que los apicultor es de Pensilvania se intoxicaban con miel loca. La añadían al licor y vendían el brebaje en Nueva Jersey como un elixir al que llamaban «metheglin» (aguamiel). Barton observó que la embriaguez comenzaba agradablemente, pero que de repente podía volverse «feroz». El excirujano confederado J. Grammer describió en 1875 en Gleanings in Bee Culture que hubo varios incidentes con soldados del Sur relacionados con la intoxicación por miel loca.
El compuesto químico andromedotoxina (grayanotoxina I) fue aislada de la miel de Trabzon por el científico alemán P. C. Plugge en 1891. La edición de 1929 de la Enciclopedia Británica descartó la noción de miel venenosa como se describe en los textos griegos y romanos, concluyendo que «con toda probabilidad los síntomas descritos por estos antiguos escritores se debían a comer en exceso» o que la miel había sido consumida con el estómago vacío.

## Prevalencia y cosecha

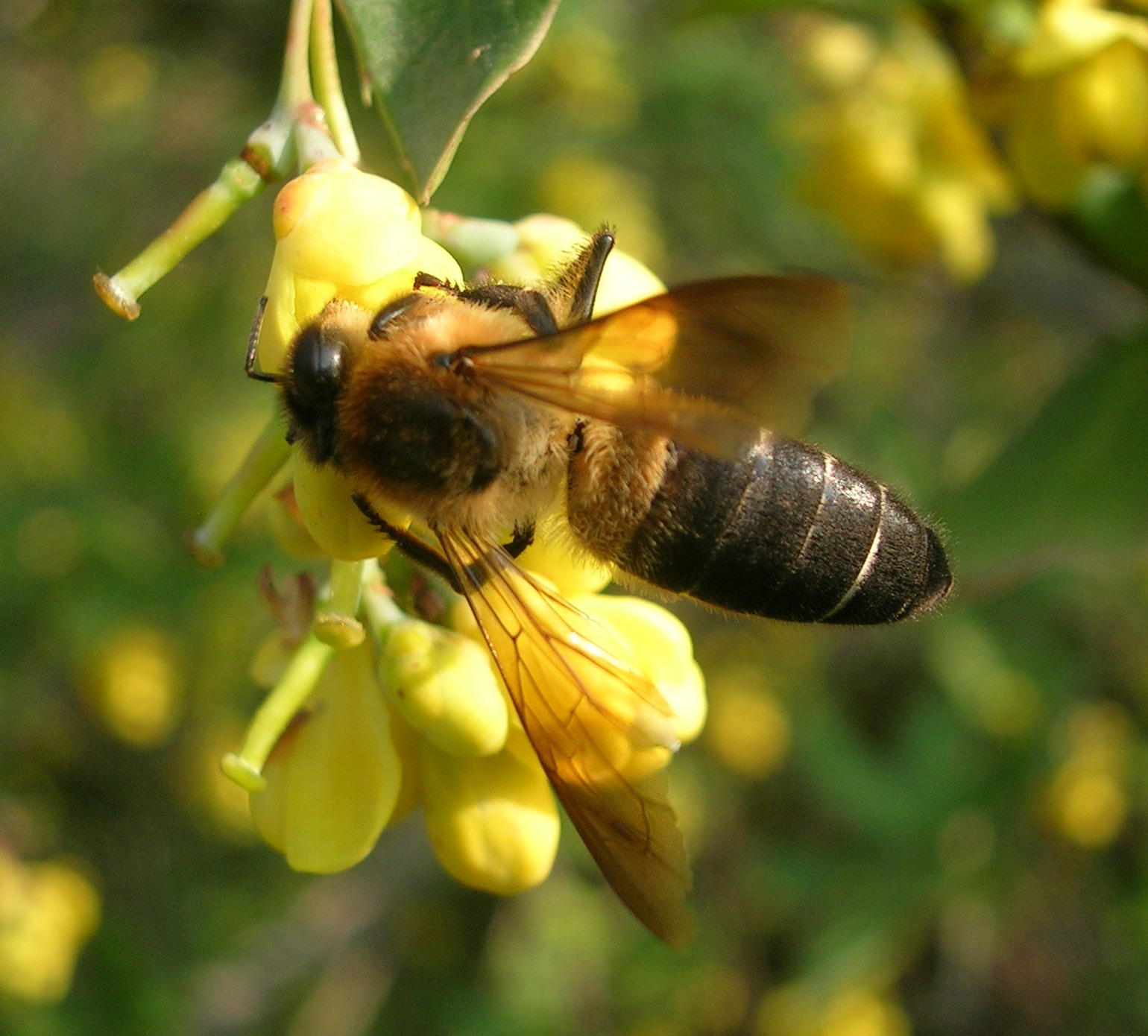
La miel loca en Nepal suele ser producida por las abejas Apis laboriosa.

Las especies de rododendro y otras plantas de la familia Ericaceae producen grayanotoxinas. La miel elaborada a partir del néctar contiene polen de estas plantas, así como grayanotoxinas. La miel loca es más oscura y roja que otras mieles, y tiene un sabor ligeramente amargo. Debido a su color rojizo, a veces se la denomina miel de rosa del bosque. La miel loca se produce en regiones específicas del mundo, especialmente en la región del Mar Negro de Turquía y Nepal.
Los pequeños productores de miel loca suelen recolectarla de una pequeña área o de una sola colmena, lo que produce una miel con una concentración significativa de grayanotoxinas. En cambio, la producción de miel a gran escala suele mezclar miel recolectada de diferentes lugares, lo que diluye la concentración de cualquier miel contaminada. Un apicultor del Cáucaso señaló en un artículo de 1929 en Bee World que la potencia de la miel podía variar en un solo panal y que la miel loca más peligrosa se producía a gran altitud durante los períodos de sequía.

### En Turquía
En Turquía, la miel loca se conoce como deli bal y se utiliza como droga recreativa y en la medicina tradicional. Se elabora principalmente a partir del néctar de Rhododendron luteum y Rhododendron ponticum en la región del Cáucaso. Los apicultores de las montañas Kaçkar llevan siglos produciendo miel loca.

### En la región del Himalaya del Hindú Kush

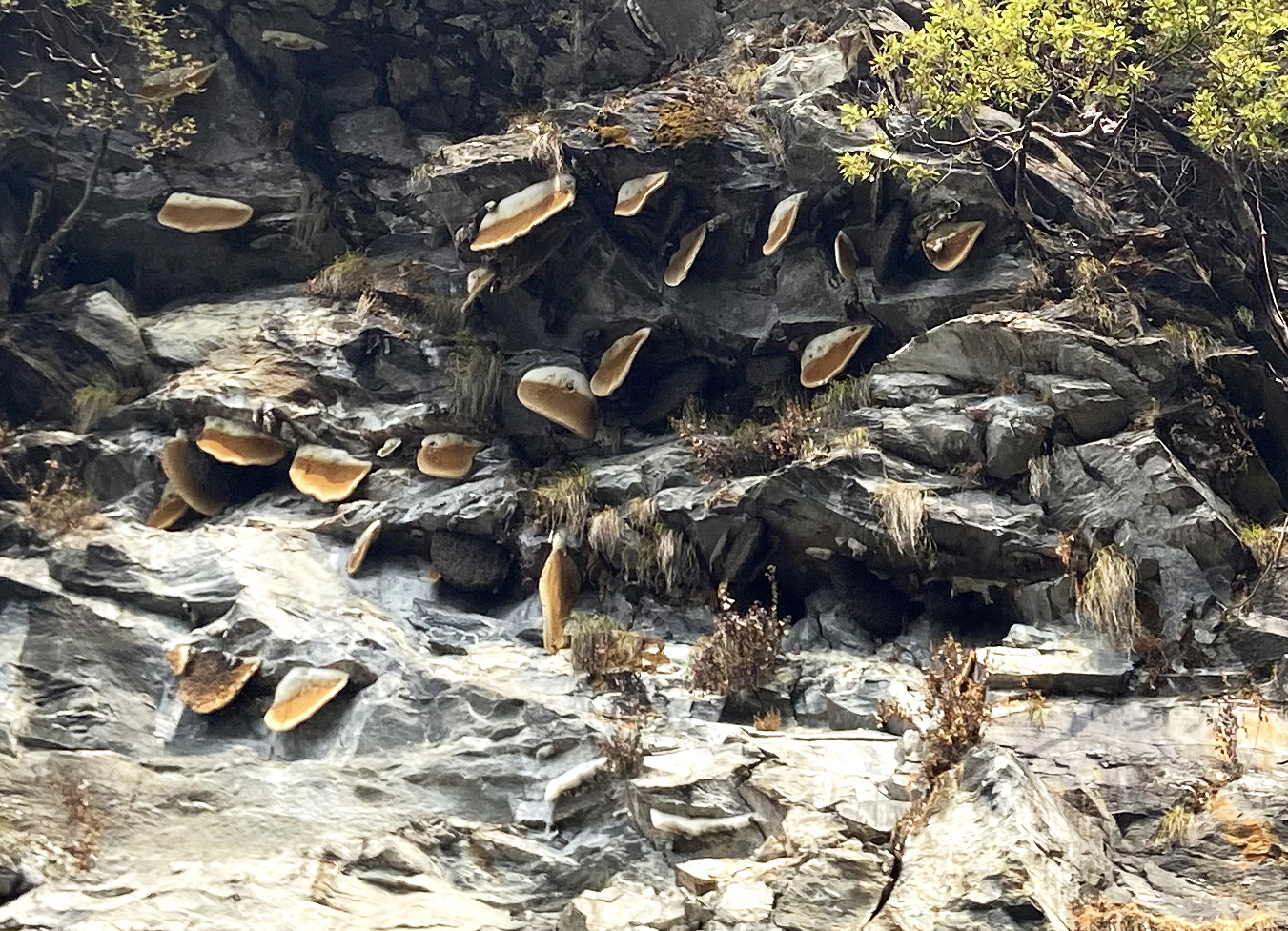
Una colonia de panales de Apis laboriosa en una pared rocosa vertical del Himalaya.

La miel loca es producida en las faldas del Himalaya por las abejas gigantes del Himalaya (Apis laboriosa). En el sur de Asia, los nidos de Apis laboriosa se encuentran principalmente en la región del Hindú Kush del Himalaya. Las abejas producen miel loca en primavera, cuando las plantas de la familia Ericaceae, como los rododendros, están en flor.
Los nidos de Apis laboriosa consisten en panales individuales y abiertos con bases grandes que alcanzan 1.5 metros. Las colmenas se construyen en ramas de árboles o en laderas rocosas empinadas, orientadas al sureste o suroeste, a elevaciones de 1200-4000 metros, a menudo situadas debajo de cornisas salientes donde están protegidas de los elementos.

#### Recolección de miel
En el centro de Nepal y el norte de la India, el pueblo Gurung ha recolectado miel tradicionalmente durante siglos, escalando acantilados para llegar a las colmenas. Los residentes la recolectan dos veces al año, una a finales de la primavera y otra a finales del otoño. Los recolectores de miel usan escaleras de cuerda con peldaños de madera para acceder a los nidos y encienden hogueras debajo para ahumar a las abejas.
Las poblaciones de Apis laboriosa en Nepal han experimentado descensos drásticos debido a la sobreexplotación, la construcción de presas hidroeléctricas y carreteras, y la pérdida de fuentes de agua. La disminución de la población también se atribuye a la deforestación y los corrimientos de tierra. En Nepal, se ha producido una disminución anual del 70 % en las poblaciones de abejas melíferas en los acantilados del Himalaya. Un especialista del Centro Internacional para el Desarrollo Integrado de las Montañas informó en 2022 que se había producido una disminución tanto en el número de acantilados que albergan abejas como en el número de colonias que cada uno alberga. Las recomendaciones para una cosecha de miel sostenible incluyen dejar la mitad de los panales recién formados intactos y cosechar solo una parte de ellos.

### En otras regiones

#### Estados Unidos
La miel loca rara vez se produce en Estados Unidos. Según el profesor de Texas A&M Vaughn Bryant, experto en miel, la miel loca se produce en los Apalaches, en el este de Estados Unidos, cuando una ola de frío tardía mata la mayoría de las flores, pero no los rododendros. Las mieles de Kalmia latifolia y Kalmia angustifolia también contienen grayanotoxinas y son potencialmente mortales si se ingieren en grandes cantidades.

#### Europa
En Europa, la miel que contiene grayanotoxinas se produce a partir de Rhododendron ferrugineum, presente en los Alpes y los Pirineos. Sin embargo, no se han reportado casos de intoxicación por grayanotoxinas en mieles de la Unión Europea.

## Efectos fisiológicos

La estructura química de la grayanotoxina I.

El consumo de miel loca puede causar una reacción tóxica llamada intoxicación por grayanotoxina, enfermedad de la miel loca, intoxicación por miel o intoxicación por rododendro. La miel es la causa más común de intoxicación por grayanotoxina. Las abejas no se ven afectadas por las grayanotoxinas.
En humanos y algunos otros animales, las grayanotoxinas actúan sobre el sistema nervioso central, uniéndose a los canales iónicos de sodio e impidiendo su cierre. Esto provoca hipotensión y bradicardia. Los efectos secundarios incluyen mareos, visión borrosa y dificultad respiratoria. En algunos casos, la presión arterial puede descender a niveles potencialmente peligrosos, causando náuseas, desmayos, convulsiones, arritmias, bloqueos auriculoventriculares, parálisis muscular y pérdida del conocimiento.
El grado de intoxicación por miel loca depende de la cantidad consumida y de la concentración de grayanotoxinas. Puede actuar como hipnótico, con síntomas más leves como hormigueo, entumecimiento, mareos, desmayos y vértigo. Con dosis más fuertes, los efectos pueden incluir delírium, vértigo, náuseas, efectos ópticos psicodélicos como visión túnel y luces giratorias, alucinaciones y alteración del habla, donde las sílabas y las palabras se pronuncian sin orden. El tiempo de recuperación varía de horas a días, pero la mayoría de los síntomas suelen remitir después de 12 horas.
Una revisión sistemática de 2015 de 1199 casos de intoxicación por miel loca no encontró muertes reportadas. Los tratamientos para la intoxicación por miel loca incluyen atropina, adrenalina e infusiones salinas.

## Uso
La miel loca se produce y consume con mayor frecuencia en regiones de Turquía y Nepal como medicina tradicional o droga recreativa. Se utiliza como medicina tradicional para tratar el dolor de garganta, la artritis, la diabetes mellitus y la hipertensión arterial. En la región turca del Mar Negro se utiliza para tratar la indigestión, el dolor abdominal, la gastritis, las úlceras pépticas y la gripe.
Durante siglos, en el Cáucaso, se han añadido pequeñas cantidades de miel de azalea póntica a las bebidas alcohólicas para potenciar su efecto embriagador. En Turquía, tradicionalmente se añade una cucharada de miel loca a la leche como tónico. La miel loca fue prohibida en Corea del Sur en 2005.
También se cree que la miel loca ayuda con la disfunción eréctil y aumenta el rendimiento sexual. La mayoría de los casos de intoxicación por miel loca los experimentan hombres de mediana edad.